# Glenn Frey
Glenn Lewis Frey (/fraɪ/; n. 6 noiembrie 1948, Detroit, Michigan, SUA – d. 18 ianuarie 2016, New York City, New York, SUA) a fost un cântăreț, compozitor, actor și membru fondator al formației rock Eagles. Acesta a fost liderul formație și co-solist al acesteia alături de Don Henley, cei doi fiind principalii compozitori ai grupului. Vocea sa a fost utilizată în melodii precum „Take It Easy⁠(d)”, „Peaceful Easy Feeling⁠(d)”, „Tequila Sunrise⁠(d)”, „Already Gone⁠(d), „James Dean⁠(d)”, „Lyin' Eyes⁠(d)”, New Kid in Town⁠(d)” și „Heartache Tonight⁠(d)”.
În perioada de hiatus din 1980 până în 1994, Frey a pus bazele unei cariere solo de succes. Și-a lansat albumul de debut - No Fun Aloud⁠(d) - în 1982 și a înregistrat o serie de hituri precum „The One You Love⁠(d)”, „Smuggler's Blues⁠(d)”, „Sexy Girl⁠(d)”, „The Heat Is On⁠(d)”, „You Belong to the City⁠(d)”, „True Love⁠(d)”, „Soul Searchin'⁠(d)” și „Livin' Right⁠(d)”. În calitate de membru al formației Eagles, Frey a câștigat șase premii Grammy și cinci premii American Music. Eagles au fost incluși în Rock and Roll Hall of Fame în 1998, primul an în care au fost nominalizați. Contribuțiile sale au cuprins 24 de hituri de Top 40 în cadrul Billboard Hot 100.

## Cariera solo
După desființarea Eagles, Frey a început o carieră sol de succes în anii 1980, având două hituri care au ajuns pe locul 2 în topurile naționale. În 1984, acesta a înregistrat în colaborare cu Harold Faltermeyer celebra melodie „The Heat is On”, prezentă pe coloana sonoră a filmului de comedie Polițistul din Beverly Hills⁠(d). La scurtă vreme după, acesta a lansat melodia „You Belong to the City” (prezentă pe coloana sonoră a serialului de televiziune Miami Vice). Altă contribuție a fost melodia „Smuggler's Blues”, aceasta ajungând pe locul 12 în Billboard Hot 100. Pe parcursul cariere solo, Frey a avut 12 melodii în top 100 în Statele Unite. Unsprezece dintre acestea au fost redactate împreună cu Jack Tempchin⁠(d).
Frey și-a dorit să înregistreze prima dată melodia „Shakedown⁠(d)”, prezentă pe coloana sonoră a filmului Polițistul din Beverly Hills II⁠(d). Acestuia nu i-au plăcut versurile și a dorit modificarea acestora, însă s-a îmbolnăvit de laringită, motiv pentru care înregistrarea a fost realizată de Bob Seger⁠(d). După ce melodia a ajuns pe primul loc, Frey l-a sunat și felicitat pe Seger, menționând că „Măcar banii au rămas în Michigan”.
Meldia „Flip City” a ajuns pe coloana sonoră a filmului Ghostbusters II și „Part of Me, Part of You” pe coloana sonoră a filmului Thelma & Louise. În 2005 a contribuit la albumul BB King & Friends: 80⁠(d) cu piesa „Drivin’ Wheel”.
La sfârșitul anilor 1990, Frey a înființat o casa de discuri - Mission Records⁠(d) - împreună cu avocatul Peter Lopez. În 2009, Glenn Frey a fost inclus în Michigan Rock and Roll Legends Hall of Fame.
Pe 8 mai 2012, și-a lansat primul său album solo din ultimii 20 de ani, After Hours⁠(d), cu versiuni cover ale unor melodii din perioada anilor 1940-1960.

## Discografie

### Albume de studio
- No Fun Aloud⁠(d) (1982)
- The Allnighter⁠(d) (1984)
- Soul Searchin'⁠(d) (1988)
- Strange Weather⁠(d) (1992)
- After Hours⁠(d) (20120